# SUMSS J072628-713951
 (août 2023).
 (juin 2022).
SUMSS J072628-713951, également nommé WISEA J072627.94-713951.6, est un objet BL Lacertae de la constellation du Poisson Volant. Il a été découvert en 2019 par une équipe d'astronomes américains travaillant avec les données enregistrées en proche infrarouge par le télescope spatial WISE.

## Variabilité
SUMSS J072628-713951 est un blazar de type BL Lacertae, montrant qu'il est un blazar éruptif qui varie sur de longues périodes. Le blazar subit des périodes d'éruptions dont l'intensité radio est mesurée à 10 × 1015 Hz et une énergie gamma de 1 TeV (ces périodes d'éruptions se produisent sur une durée de l'ordre du mois, jour ou heure), il subit ensuite des périodes sombres qui se prolongent sur plus d'un an, où l'émission du blazar atteint 10 MeV.